# Re’uwen Feuerstein
Re’uwen Feuerstein (hebr. ‏ראובן פוירשטיין‎, ur. 21 sierpnia 1921 w Botoszanach, zm. 29 kwietnia 2014 w Jerozolimie) – izraelski psycholog urodzony w Rumunii, twórca metody zwiększania sprawności umysłowej u dzieci z różnego typu dysfunkcjami, zwanej Instrumental Enrichment lub metodą Feuersteina.

## Życiorys
Urodził się w Rumunii, jako jedno z dziewięciorga dzieci. Kształcił się w kierunku pedagogicznym (Wyższa Szkoła Nauczycielska w Bukareszcie) i studiował psychologię na Uniwersytecie w Bukareszcie (Onesco College). W 1944 rodzina wyemigrowała na tereny Izraela (tzw. Mandat Palestyny). Po 1945 nauczał dzieci, które przeżyły Holocaust i studiował na Uniwersytecie w Genewie pod kierunkiem takich naukowców jak Karl Jaspers, Carl Jung, czy Jean Piaget. W zakresie jego zainteresowań pozostawała problematyka zaspokajania potrzeb psychologicznych i edukacyjnych imigrantów, uchodźców i innych grup społecznych znajdujących się w niekorzystnej sytuacji.
Od 1965 był dyrektorem Hadassah Wizo Canada Reaserch Institute, która to placówka była częścią ICELP w Jerozolimie (International Center for the Enhancement of Learning Potential). Doktoryzował się w 1970 na Sorbonie w Paryżu (psychologia rozwojowa).
W latach 50. i 60. XX wieku pełnił funkcję dyrektora psychologicznego w Youth Aliyah w Europie. W tym charakterze był odpowiedzialny za przydzielanie potencjalnych kandydatów do emigracji do Izraela oraz na różne programy edukacyjne w tym państwie. Odkrył wówczas zróżnicowaną podatność dzieci na rozwiązywanie testów IQ w zależności od udzielanego im wsparcia. To doświadczenie sprawiło, że zakwestionował dotychczasowe przekonania dotyczące stabilności inteligencji i założył, że istotne są różnice kulturowe w stylach uczenia się. Opracował nowe metody oceny i nowatorskie narzędzia dydaktyczne, które kładły nacisk na uwzględnianie elastyczności poznawczej.
Okres ten był również przełomowy w rozwoju hipotezy roboczej Feuersteina, dotyczącej dzieci o słabym funkcjonowaniu środowiskowym i możliwości zmiany ich położenia. Od 1970 pracował w Izraelu, początkowo stosując narzędzia, które opracował do oceny potencjału i do nauczania dzieci z zespołem Downa, a potem także dla ofiar udarów, chorych na demencję, porażenie mózgowe, autyzm i inne schorzenia. Instytut Feuersteina, który założył zajmuje się leczeniem oraz szkoleniem terapeutów i pedagogów przy użyciu metody Feuersteina.

## Nagrody
Był nominowany do Pokojowej Nagrody Nobla w 2012 (zwyciężyła wówczas Unia Europejska). Otrzymał Izraelską Nagrodę Edukacji i francuski Order Palm Akademickich.

## Rodzina
Ma syna, rabina Rafiego Feuersteina, który prowadzi założone przez niego w Jerozolimie Międzynarodowe Centrum Wzmacniania Potencjału Nauczania (ICELP).